# 乔德普尔
乔德普尔（Jodhpur），是印度古吉拉特邦Ahmadabad县的一个城镇。总人口44381（2001年）。

## 人口
该地2001年总人口44381人，其中男性22970人，女性21411人；0—6岁人口4165人，其中男2315人，女1850人；识字率83.05%，其中男性为85.60%，女性为80.31%。